# صبحي فحماوي
صبحي فحماوي (1948-) هو كاتب وروائي فلسطيني المولد أردني الجنسية من مواليد أم الزينات بفلسطين.

## النشأة والتعليم
ولد صبحي أحمد خليل فحماوي في أم الزينات بفلسطين عام 1948، حصل على بكالوريوس هندسة زراعية من جامعة الإسكندرية عام 1969 وعلى دبلوم دراسات عليا في هندسة الحدائق من جامعة لوس أنجلوس بالولايات المتحدة عام 1983.

## مسيرته
في المجال الإعلامي، يعد فحماوي ويقدم برنامجًا تلفازيًا ثقافيًا أسبوعيًا بعنوان «قناديل» على قناة برايم التلفزيونية الفضائية. وفي المجال الصحفي، هو رئيس تحرير مجلة «المزرعة والحديقة»، ومؤسس ورئيس تحرير «أخبار الرواية» على موقع التواصل الاجتماعي فيسبوك. شغل فحماوي كذلك منصب مدير تحرير مجلة «سامر» للأطفال، ومنصب رئيس تحرير مجلة «الزراعة في الأردن» التابعة لوزارة الزراعة، ومنصب رئيس تحرير مجلة «المهندس الزراعي» التابعة لنقابة المهندسين الزراعيين الأردنيين. بالإضافة إلى ذلك، يكتب فحماوي عمودًا في جريدة “أخبار الأدب” المصرية.
بدأ مشوار فحماوي الأدبي سنة 1987، حينما صدر له مجموعة قصص بعنوان “موسم الحصاد”. وكان فحماوي قد كتب نصوصاً مسرحية، منها مسرحية «ثورة الفلاحية»، ومسرحية “في انتظار الضوء الأخضر” المنشورة في مجلة الموقف الأدبي السورية عام 1974، و«مشاهد مسرحية» المنشورة في مجلة أفكار.
صدرت له رواية «صديقتي اليهودية» سنة 2015 عن المؤسسة العربية للدراسات والنشر ببيروت، ووصف جورج جحا الرواية بأنها “طهطاوية” (نسبة لرفاعة الطهطاوي) تقوم بالأساس على حوار بين اثنين ويغلب فيها صوت بطل الرواية، وتتضمن رحلة في عدة بلدان أوروبية والحديث عن حسناتها وسيئاتها. ويعني جحا بوصفه لها بالطهطاوية أنها «تشكل نوعا من الامتداد لعقلية تسعى إلى معرفة الغرب والإفادة منه وتصوير أنماط حياته الحسن الجذاب منها وغير الحسن والجذاب. إلا أن في رواية فحماوي عنصرا آخر هو عنصر السياحة والتعرف إلى أمور في الغرب فضلا عن “التعلم” منه من ناحية أخرى»، ووفقا لجحا، فالعمود الفقري للرواية يقوم على قضية قومية تنعكس من خلال علاقة تربط بين بطل الرواية جمال العربي أردني الجنسية ويائيل اليهودية ألمانية الأصل المولودة في المكسيك. ويثني جحا على أسلوب فحماوي القصصي «الشيق» و«ثرثرته الأدبية الجميلة» في الرواية، بالإضافة إلى ثراء الرواية بالتفاصيل عن البلدان والأشخاص الذين مر بطلا الرواية بهم.
ينتمي صبحي فحماوي إلى ما يوصف بالكتابة الجديدة، ويسعى إلى مواكبة ما استجد من الظواهر المؤثرة في صياغة السرد واكتشاف العوالم التخييلية والبنائية، وترتبط تجربته بالتطور التكنولوجي والنشر الإلكتروني وتتقاطع معهما، إلى درجة أنه يعتبر ذاته مدينا بوجوده لتلك التقنيات، وأنه «لولا عالم الاتصالات لخُزّن الأدب الحديث برمته في مستودعات يأكلها العفن».
فحماوي عضو في العديد من المنظمات من بينها رابطة الكتاب الأردنيين، واتحاد كتاب مصر، ونادي القصة المصري، واتحاد الكتاب العرب في سوريا، وعضو نقابة المهندسين الزراعيين، وجمعية البيئة الأردنية. كما إنه أيضًا عضو القلم الأردني الدولي، ورئيس لجنة الثقافة والفنون في منتدى الرواد الكبار.

### نشاطات أخرى
فحماوي هو أيضًا مهندس حدائق، وعضو الجمعية الأمريكية لمهندسي الحدائق. زرع أكثر من مليون شجرة في الأردن. وشغل منصب مدير عام المركز الدولي للتنمية الزراعية.

## آراؤه
يرى فحماوي أن ما وصفه بضعف الأدب الواقعي مع انهيار الاتحاد السوفياتي، منذ ثمانينيات القرن العشرين، أدى إلى تفوق «أدب اللامعقول»، وما تبعه من مدارس أدبية ليبرالية، وليبرالية جديدة، جعل الأدب الغربي يصعد ليصبح نهجاً حداثياً. ولكن يدين فحماوي بالفضل لأدب الواقعية السحرية ممثلاً بكتابات ماركيز ورفاق مدرسته من أميركا اللاتينية، في «إنقاذ أدب الفقراء من الزوال، وجعله يستعيد وجوده وينتشر مسيطراً على باقي المدارس الأدبية الليبرالية».
قال فحماوي عن مهنته كمهندس حدائق وعلاقتها بأدبه: «هناك تصور لدى العامة أن كل من يكتب في الأدب، يجب أن يكون دارسا أكاديميا للأدب، وبالعكس أنا أرى أن العيش وسط الزرع والورود والأزهار هو أقرب للإيحاء بالكتابة والإبداع من غيره، فالكتاب القدامى مالوا إلى الإبداع لأنهم تأملوا الطبيعة واستنطقوها، إذ أن عالم الزراعة هو الأكثر انفتاحا، فكل من مهنة الطبيب، والمعلم، والحلاق والإسكافي تمارس بين أربعة جدران، إلا الزراعة فهي تتم في الهواء الطلق. ومن هنا فلا حدود لخيال الكاتب الذي يعيش وسط الطبيعة».
وفي إجابته عن سؤال ما إذا كان الشباب صاروا يميلون للإقلاع عن الكتابة والقراءة، يرى فحماوي أن الشباب لم يقلعوا عن الكتابة والإبداع والقراءة، ولكن «ظروف المكان والزمان هي التي تغيرت، فالشباب توجهوا إلى القراءة الإلكترونية عبر وسائل التواصل الاجتماعي، والشبكة العنكبوتية خلقت قراء كثيرين، فهناك أسلوب جديد للقراءة».

## حياته الشخصية
ذكر فحماوي أنه يقرأ وتأثر كثيراً بالمسرحيات الإغريقية لسوفوكليس ويوريبيدس وأرسطوفان، ومعظم مسرحيات شكسبير والفرنسي موليير، وجان راسين، وآرثر ميللر، إضافة إلى المسرح العربي ابتداء من مسرح القباني والكاتب المسرحي السوري سعد الله ونوس، وكاتب ياسين، وتوفيق الحكيم، ومحمود دياب، ونعمان عاشور، وغيرهم. كما تحدث عن تأثره بالرواية الواقعية ابتداء من الرواية الروسية، وما تبعها من الواقعية الاشتراكية، وذكر أنه زار في موسكو بيوت كل من تولستوي، وتشيخوف، وشولوخوف، ومتحف الشاعر بوشكين للفنون الجميلة، ومتحف جوجول. كما قال أنه تأثر بالأدباء الفرنسيين مثل بلزاك، وغوستاف فلوبير، وأدباء الولايات المتحدة مثل إيرنست همنجواي، وأنه زار بيت هذا الأخير في جزيرة كي ويست.

## المؤلفات
- الحب في زمن العولمة: رواية، دار الفارابي، بيروت، 2008.[8]
- عذبة: رواية، عمان، 2002.[9]
- قصة عشق كنعانية: رواية، دار الفارابي، بيروت، 2009.[10]
- صديقتي اليهودية: رواية، المؤسسة العربية للدراسات والنشر، بيروت، 2015.[11]
- حرمتان ومحرم، دار الهلال، القاهرة، 2007.[12]
- الإسكندرية 2050 : رواية، دار الفارابي، بيروت، 2009.[13]
- على باب الهوى! : رواية، دار الفارابي، بيروت، 2014.[14]
- الرجل المومياء، دار الفارابي، بيروت، 2006.[15]
- صبايا في العشرينات: قصص ومسرحيات قصيرة، عمان، 2003.[16]
- موسم الحصاد الحزين: [قصص]، دار الكرمل، عمان، 1987.[17]
- “فلفل حار” (مجموعة قصصية)، دار مجدلاوي للنشر والتوزيع، 2012[1]
- “رجل غير قابل للتعقيد” (مجموعة قصصية)، المكتبة الوطنية – عمان، 1997[18]

- في انتظار النور الأخضر (مسرحية)[19]

- ليلة الافتتاح (مسرحية)[19]
- الجوع! (مسرحية)[19]
- شخصيات مستنسخة! (مسرحية)[19]
- نفقات منزلية! (مسرحية)[19]
- مش عيشة هذه! (مسرحية)[19]

- قاع البلد: رواية، مكتبة كل شيء، حيفا، 2017.[20]
- سروال بلقيس: رواية، مكتبة كل شيء، حيفا، 2014.[21]
- حاتم الطائي، المومياء: مسرحية، 2015.[22]
- الأرملة السوداء، دار الهلال، القاهرة، 2011.[23]
- القصور في الشعر الأندلسي: عصر ملوك الطوائف (إخراج ومتابعة)، دار جليس الزمان للنشر والتوزيع، عمان، 2016.[24]
- الأعمال المسرحية، عمان، 2014.[25]
- كل شيء للبيع، 2017.[26]
- قهقهات باكية، 2017.[27]
- مواقف.[28]
- أخناتون ونفرتيتي الكنعانية، الأهلية للنشر والتوزيع، 2020.[29]

## الجوائز
- حازت مسرحيته «ثورة الفلاحية» على الجائزة الأولى في جامعة الإسكندرية وحصلت على الميدالية الذهبية عام 1969.[1][7]
- جائزة “الطيب صالح” عام 2014 عن مسرحية بعنوان: “حاتم الطائي المومياء”[7][30]

- حصل من وزير الثقافة الفلسطيني على درع “معرض رام الله الدولي للكتاب” 2014[1][31]

- كُرِّم في ندوة خاصة بأدبه، في حلقة الفكر المغربي– المكتب التنفيذي في فاس بالمغرب، مايو 2015[1]

- كُرِّم في ندوة خاصة بأدبه، في غاليري الأدب بالدار البيضاء، مايو 2015[1][32]
- رشحت دار الهلال روايته «الأرملة السوداء» الصادرة في مايو 2011 للتقدم لمسابقة جائزة البوكر العالمية للرواية العربية،[33][34][35] كما رشحت روايته «سروال بلقيس» لنفس الجائزة.[36]

## كُتِب عنه
- إسماعيل، عزوز علي. الغرابة في الرواية العربية: صبحي فحماوي نموذجا، دار جليس الزمان للنشر والتوزيع، 2020.[37][38]
- الشكل والمضمون في روايات صبحي فحماوي: المؤتمر الدولي الثالث للرواية العربية دورة الروائي صبحي فحماوي، نيسان 2019: كلية الآداب، جامعة شعيب الدكالي، المملكة المغربية.[39]
- جماليات السرد في رواية صبحي فحماوي: «صديقتي اليهودية»: قراءة نقدية، 2019.[40]
- البنية السردية في رواية صبحي فحماوي «حرمتان ومحرم»: دراسة نقدية وتحليلية، 2011.[41]
- الخيال العلمي في رواية صبحي فحماوي «الإسكندرية 2050»، 2012.[42]
- المأساة الفلسطينية في روايات صبحي فحماوي، 2018.[43]
- الفن الروائي عند صبحي فحماوي، 2014.[44][45]
- الفضاء القصصي عند صبحي فحماوي، 2011.[46]
- رؤية جمالية في قصص صبحي فحماوي، 2011.[47][48]